# Hällristningarna i Ausevik
Hällristningarna i Ausevik, Ausevikristningarna, är ett hällristningsfält vid Høydal i Kinns kommun i Vestland fylke i västra Norge, ett av de största i södra Norge med mer än 300 figurer.
Fältet ligger i kontaktzonen mellan hav och fjällvidder, i ett gott strövområde för storvilt. Ristningarna varierar både i motiv, stil och storlek, men har samma tekniska utformning. Hjorten är den vanligaste figurtypen. Dessutom finns geometriska mönster som spiraler och skålgropar samt ett mindre antal människofigurer. Fältet präglas av motiv från både jakt och jordbruk.
Dateringen av fältet är omdiskuterad. Troligen avspeglar Ausevikristningarna ett jägarsamhälle i omdaning, där gamla och nya traditioner möttes efter att jordbruket introducerats i västra Norge.